# Ойбін
Ойбін (нім. Oybin) — громада в Німеччині, розташована в землі Саксонія. Входить до складу району Герліц. Складова частина об'єднання громад Ольберсдорф.
Площа — 18,29 км2. Населення становить 1324 ос. (станом на 31 грудня 2020).

## Галерея

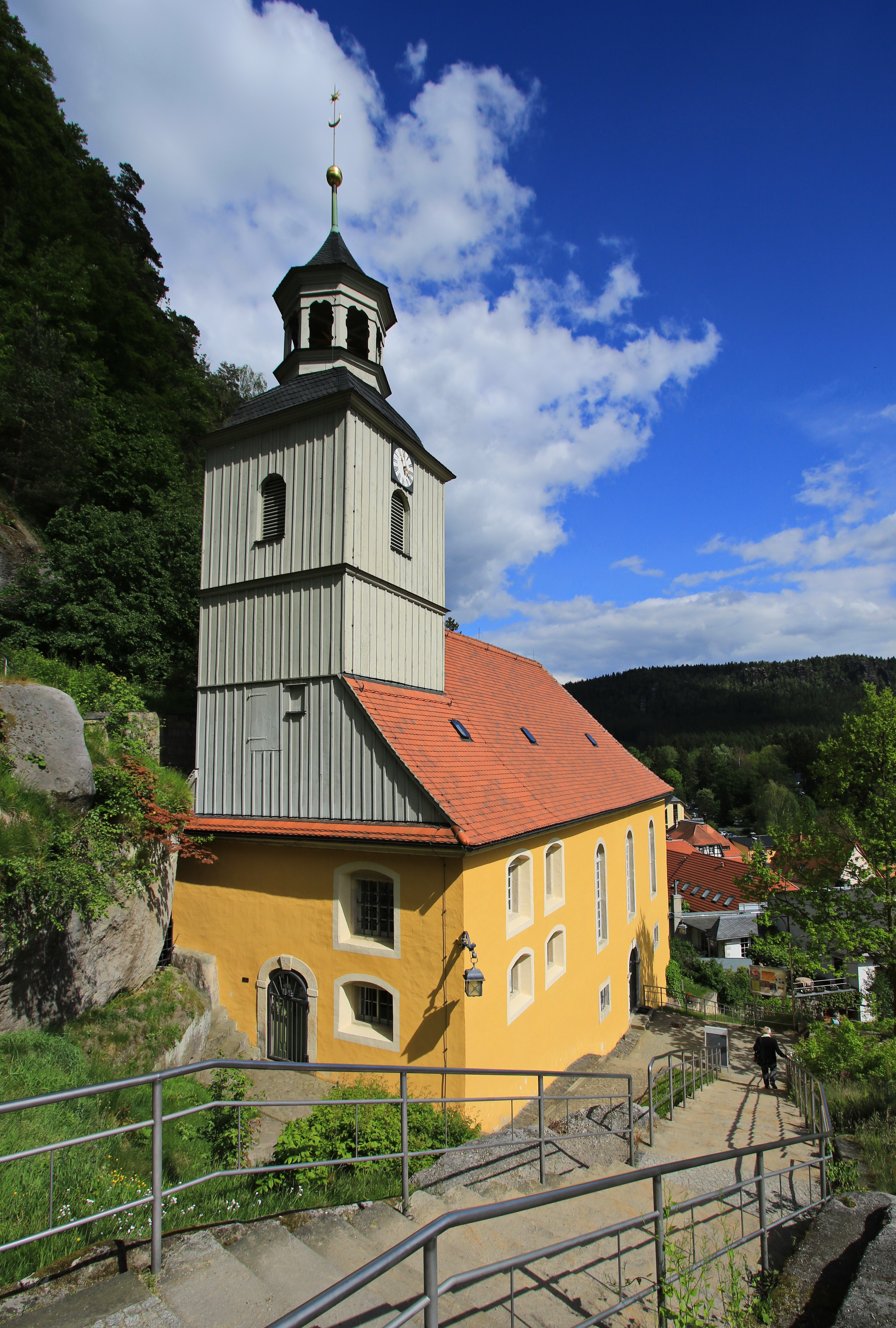
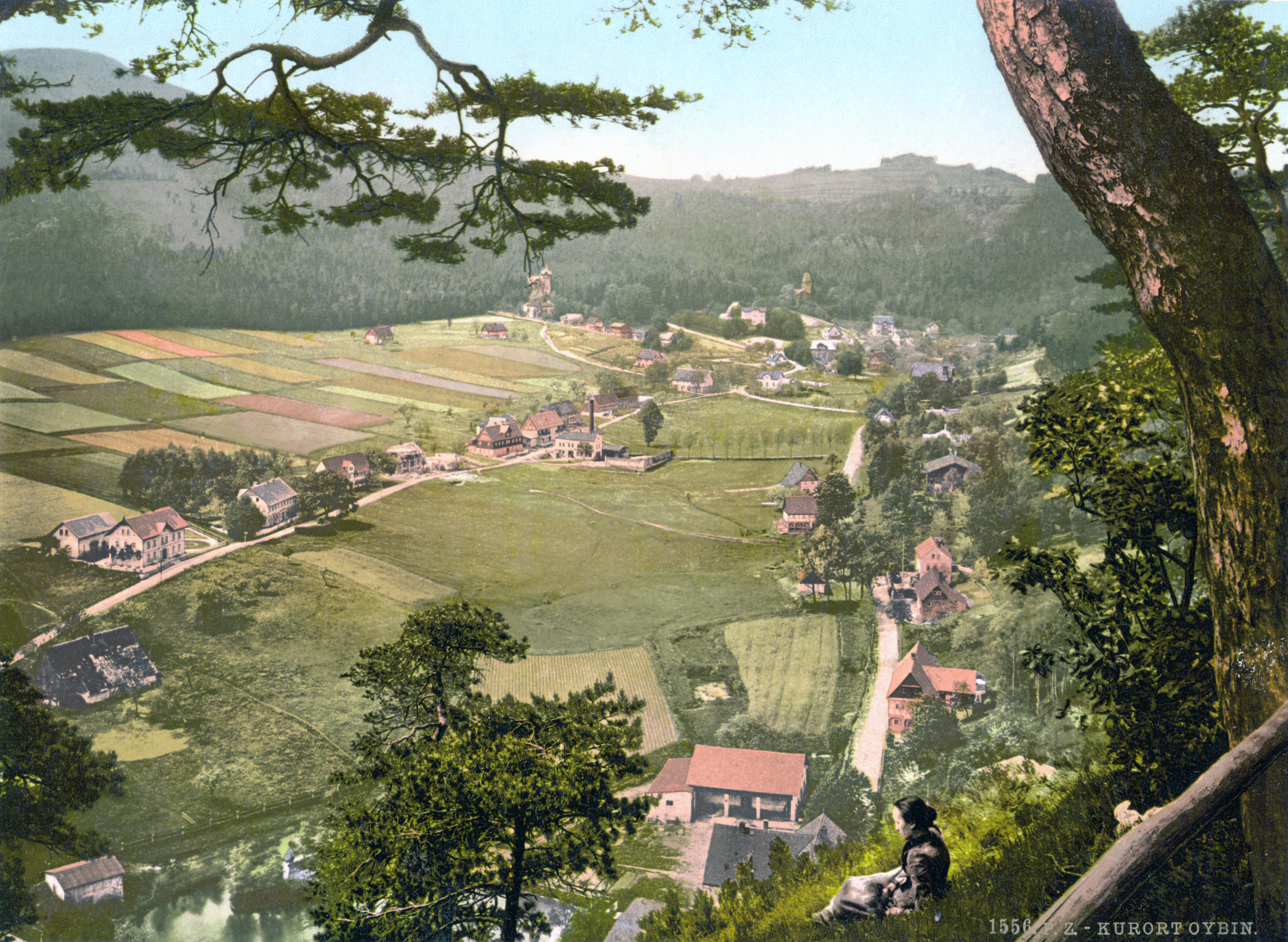
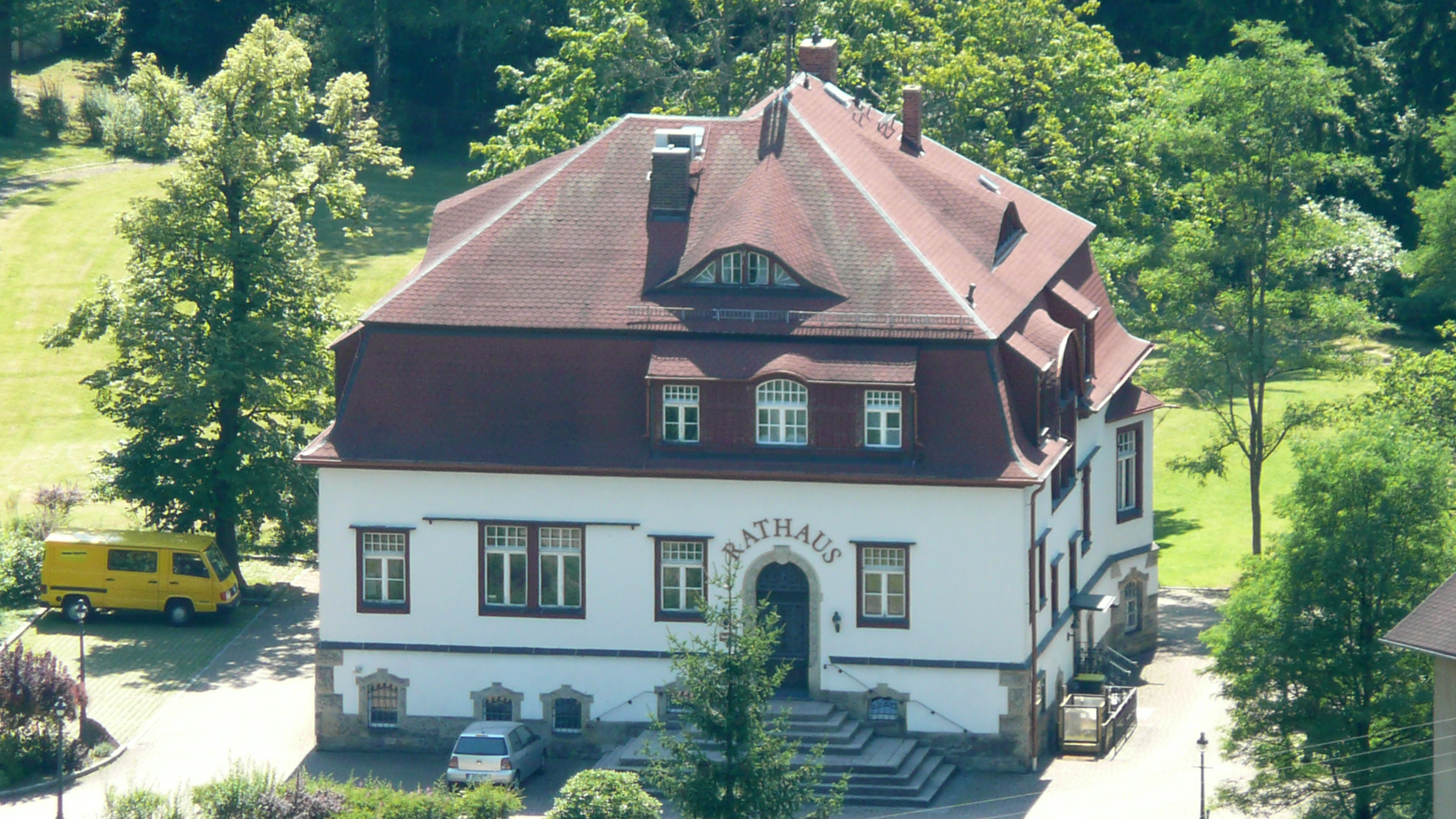
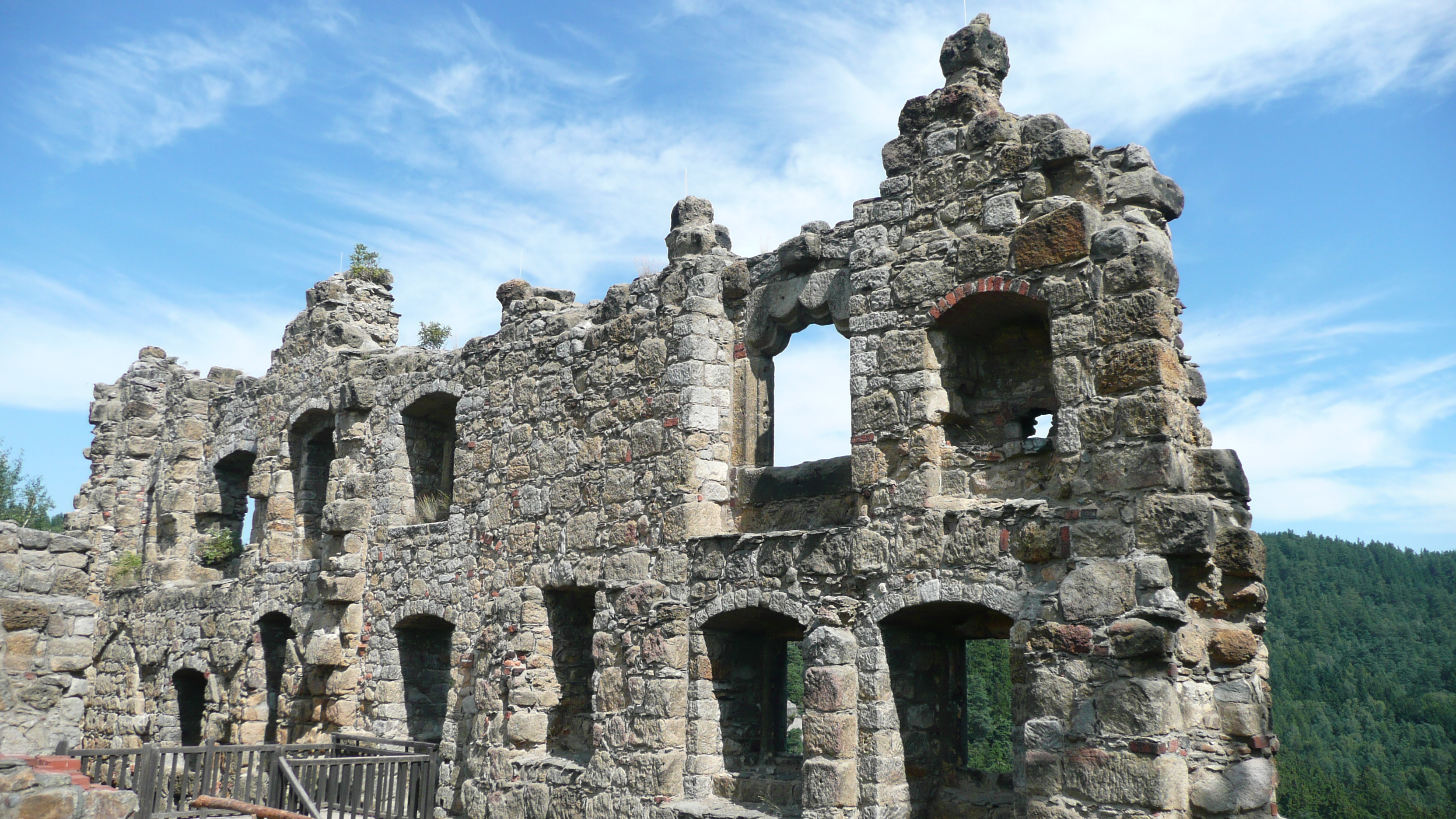
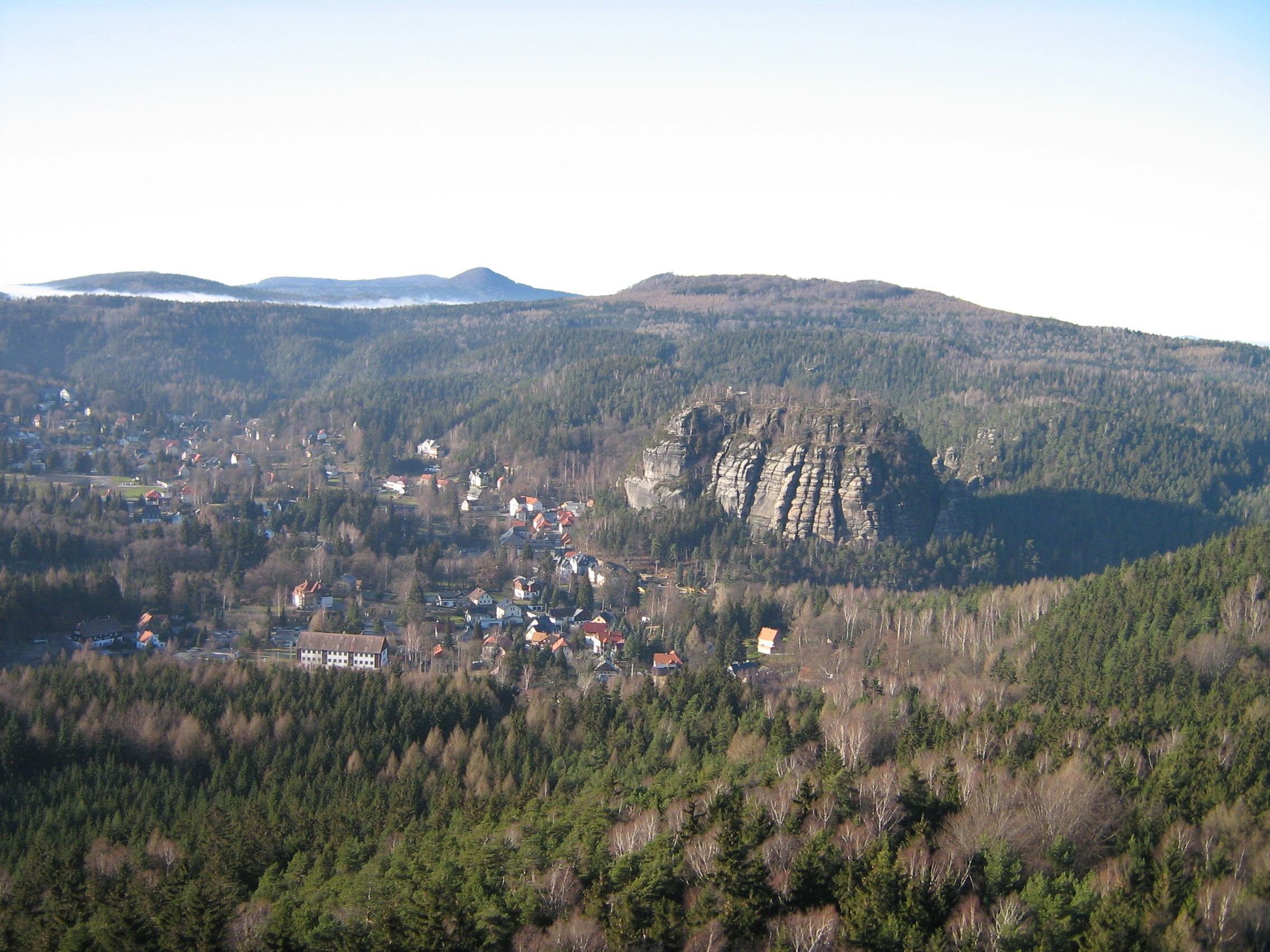
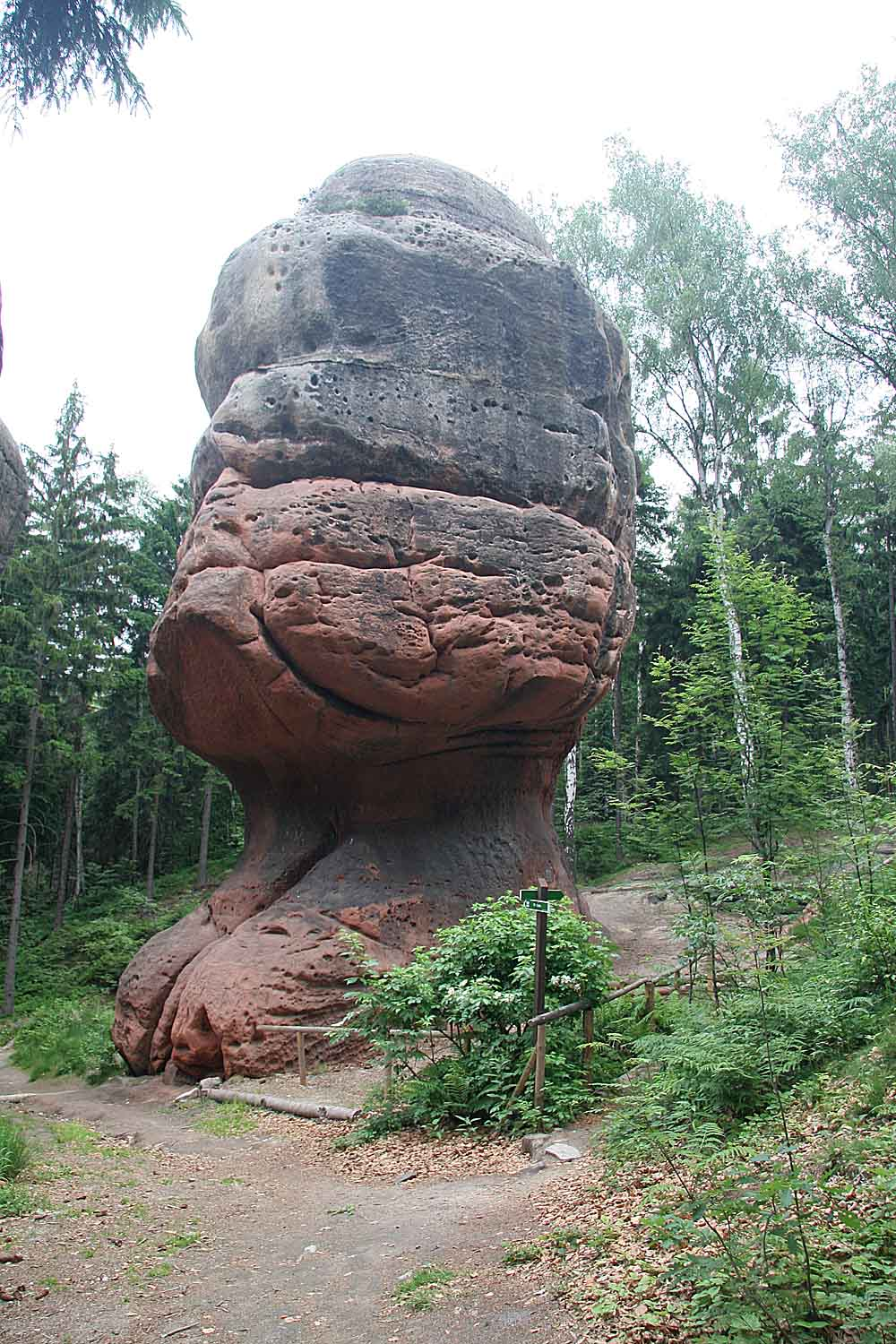